# カディーム・ハーディソン
カディーム・ハーディソン（Kadeem Hardison、1965年7月24日 - ）は、アメリカ合衆国の俳優。

## 出演作品
- アンドロイドコップ
- コールドケース7 ザ・ファイナル
- ゴースト　～天国からのささやき シーズン5
- 近距離恋愛
- Dr.HOUSE　―ドクター・ハウス― シーズン3
- 復讐のエトランゼ
- バイカーボーイズ
- レッド・スカイ（ライリー）
- ショウタイム
- 神さまお願い!
- リーサル・トリガー
- ゴースト・ブラザー／天国から来たヒーロー
- ＤＲＩＶＥ　破壊王
- ヴァンパイア・イン・ブルックリン
- パンサー
- 勇気あるもの
- ハード・プレイ
- ガンメン
- サミュエル・L・ジャクソン in ブラック・ヴァンパイア
- ゴールデン・ヒーロー 最後の聖戦
- スクール・デイズ
- ダウンタウン・ウォーズ (19
- めちゃくちゃ恋するハンターズ (2020) テレビシリーズ